# James Lindsay (5e comte de Balcarres)
Pour les articles homonymes, voir James Lindsay (homonymie) et Lindsay.
James Lindsay (14 novembre 1691 - 20 février 1768) est un pair écossais, fils de Colin Lindsay (3e comte de Balcarres) et de Lady Margaret Campbell, fille du comte de Loudoun. Il devient le 5e comte de Balcarres le 25 juillet 1736 à la mort de son frère Alexander Lindsay (4e comte de Balcarres).

## Carrière militaire
Il rejoint la Royal Navy à l'âge de 13 ans et y sert pendant 12 ans. À son retour en Écosse, il rejoint son père lors du soulèvement jacobite de 1715 et prend part à la Bataille de Sheriffmuir. Après la répression du soulèvement, il est contraint de se cacher pendant un certain temps dans une chambre secrète du château voisin de Newark jusqu'à ce que sa tante lui obtienne une grâce. Il rejoint ensuite l'armée de George Ier et participe à la guerre de Succession d'Autriche. Il participe à la bataille de Dettingen en 1743 et à la bataille de Fontenoy en 1745.
Après avoir quitté l'armée, ses perspectives étant limitées par ses allégeances passées, il se concentre sur l'amélioration de la maison et des terres de Balcarres.

## Mariage et famille
Le 24 octobre 1749, à l'âge de 58 ans, il épouse à Édimbourg Anne Anne Dalrymple, fille de sir Robert Dalrymple, âgée de 22 ans, avec qui il a huit fils et trois filles:
- Lady Anne Lindsay (1750-1825), poète, épouse Andrew Barnard, sans descendance[1].
- Alexander Lindsay (6e comte de Balcarres) (1752-1825), épouse Elizabeth Dalrymple.
- Margaret Lindsay (1753-1814), épouse d'abord Alexander Fordyce, puis James Lamb (1er baronnet), sans descendance.
- Robert Lindsay (1754-1836), épouse Elizabeth Dick.
- Colin Lindsay (1755-1795), un officier de l'armée, est décédé au combat à la Grenade.
- James Stair Lindsay (1758-1783), un officier de l'armée, tué à Cuddalore. Célibataire.
- William Lindsay (1759-1785), noyé à Sainte-Hélène.
- Charles Dalrymple Lindsay (1760-1846), évêque, qui épouse d'abord Elizabeth Fudell, puis Catherine Coussmaker.
- John Lindsay (1762-1826), épouse Charlotte North, fille de Frederick North, 2e comte de Guilford, sans descendance.
- Elizabeth Lindsay (1763-1858), épouse Philip Yorke (3e comte de Hardwicke).
- Hugh Lindsay (1765-1844), marié à Jane Duff-Gordon, fille d'Alexander Gordon, Lord Rockville.

Il meurt le 20 février 1768 à 76 ans à Balcarres, Fife, en Écosse, où il est enterré. Son titre passe à son fils aîné Alexander Lindsay, 6e comte de Balcarres.